# Toki (videogioco)
Toki, noto in Giappone come JuJu Densetsu (JuJu伝説? lett. "La leggenda di JuJu") è un videogioco arcade di genere platform prodotto dalla estinta software house TAD Corporation nel 1989, e convertito negli anni successivi per alcune piattaforme tra cui Atari Lynx, Sega Megadrive e computer della serie Amiga. Va notato però che la versione Mega Drive, reintitolata Toki - Going Ape Spit, non è una vera e propria conversione, ma aggiunge numerose differenze nell'impostazione dei livelli.
Il gioco ha ottenuto un buon successo nelle sale giochi ai tempi, per via del semplice schema "spara-e-salta", la grafica colorata e i tocchi di umorismo (ad esempio la maschera che si materializza sul protagonista quando entra in acqua, o le sue buffe espressioni facciali).
In Nord America l'arcade venne distribuito dalla FabTek. Le conversioni per computer sono della Ocean Software.

## Trama
In un'isola popolata da esseri primitivi, il malvagio stregone Vookimedlo, zio della bella Miko (di questo rapporto di parentela non si parla nella versione arcade), evoca il demone semi-invisibile Bashtar, che rapisce la ragazza e assale il pacifico villaggio in cui abita il forzuto fidanzato di lei, Toki. Non contento, lo stregone scaglia una maledizione su Toki trasformandolo in una minuscola e tarchiata scimmia antropomorfa; nel suo nuovo aspetto animalesco, Toki intraprende un lungo viaggio per ritrovare la fidanzata e le proprie sembianze umane.

## Modalità di gioco
Toki è un semplice platform game articolato in sei livelli, nei quali è necessario sparare a tutto ciò che si muove, evitare ostacoli e raggiungere il boss di turno per eliminarlo. Le uniche eccezioni alla tipologia piattaformica sono alcune sezioni subacquee nei livelli 2 e 4 e una corsa su carrelli sospesi nel vuoto verso la fine dell'ultimo livello, prima dello scontro con Vookimedlo.
L'arma principale di Toki è il suo sputo, consistente in proiettili sferici: tramite opportuni power-up, è possibile potenziarlo (sparo triplo, soffio infuocato, sparo a caricamento, ecc.). Gli altri bonus del gioco consistono in monete (ogni 50 verrà regalata una vita extra), scarpe da ginnastica per saltare più in alto, un casco da football americano che oltre ad assorbire un impatto diretto alla testa permette anche di uccidere all'istante i vari nemici comuni, più un orologio per aumentare il tempo a propria disposizione, e un'immagine di Toki in miniatura che dà una vita extra (questi ultimi due piuttosto rari).
Se Toki va in contatto con un nemico o cade in un fossato, si perde una vita. Quando tutte le vite sono finite, il gioco termina. 
Il gioco presenta una schermata "continue" inquietante mostrando in uno sfondo nero una TV dorata sul cui schermo appare Miho disperata che incita il giocatore a riprendere appunto la partita con un nuovo credito per salvarla. Se il giocatore inserisce un credito e decide di continuare, Miho esprimerà la sua contentezza per tale scelta. Mentre se il giocatore sceglie di non continuare la partita o lascia che il timer scenda a 0, il segnale si interrompe e il gioco finirà. Nei primi cinque livelli il giocatore può continuare illimitatamente, ma nel sesto livello c'è un limite di cinque volte.

## Livelli e boss
Questo è l'elenco dei livelli del gioco e dei relativi boss nella versione arcade:
| N# | Livello             | Nome Boss  | note                                                               |
| -- | ------------------- | ---------- | ------------------------------------------------------------------ |
| 1  | Labirinto           | Boloragog  | uomo-scimmia                                                       |
| 2  | Lago                | Rambacha   | mostro ciclopico volante, vagamente somigliante all'omino Michelin |
| 3  | Caverne di fuoco    | Mogulvar   | creatura fangosa                                                   |
| 4  | Palazzo di ghiaccio | Zorzamoth  | mammuth di ghiaccio                                                |
| 5  | Giungla             | Bashtar    | il demone semi-invisibile rapitore di Miho                         |
| 6  | Palazzo d'oro       | Vookimedlo | lo stregone, trasformatosi in drago                                |

Nel gioco ci sono anche un paio di miniboss, presenti nel primo e nel secondo livello. Quello del livello 1 è la Porta di Mornaar, un grosso congegno meccanico con nove teste (una centrale e otto laterali; queste ultime sputano vapore per uccidere Toki) che è manovrato da due scimmie Geeshergam (vedi sezione sottostante): la Porta crollerà solo se queste verranno uccise. Nel secondo livello c'è invece l'enorme tritone Neptuna, che invia vari nemici comuni contro Toki oltre a essere armato di tridente.

## Nemici comuni
1. Herbamo - sorta di rettile verde con le zampe arancioni, è il nemico più frequente. Si sposta sempre avanti e indietro sulle piattaforme ed è semplice da eliminare.
2. Ivor - simile ad un cinghiale, ha le stesse dinamiche di Herbamo, ma è molto più veloce.
3. Geeshergam - scimmiette giallorosse che attaccano in vari modi, ma abbastanza prevedibili: vengono anche lanciate dal primo boss, Boloragog. Due di esse, come già detto, manovrano la Porta di Mornaar.
4. Pike - un cono roccioso disseminato di aculei, solitamente posizionato in punti nevralgici. Diventa pericoloso dopo essere stato distrutto, in quanto gli aculei prendono varie direzioni.
5. Timagon - un draghetto verde che sta rinchiuso nel suo uovo; esce solo se Toki si avvicinerà ad esso. Timagon lancia allora i gusci dell'uovo (indistruttibili), dopodiché attaccherà con fiamme a lunga gittata, sparate dalla bocca.
6. Garnidar - mostriciattolo rosso simile a un granchio, si muove orizzontalmente o verticalmente sulle piante rampicanti.
7. Webstamite - un ragno rossoverde che cerca di ostacolare Toki muovendosi su e giù. Ogni tanto si ferma per scagliare sei sfere velenose in tutte le direzioni. Quando viene ucciso, rilascerà quattro sfere velenose in un ultimo tentativo di colpire Toki.
8. Shartoesi - trilobiti verdi che volano in gruppi di sei sulla testa di Toki e che calano gradualmente di quota. Una volta eliminati rilasceranno monete.
9. Killer Harnas - falene che volano avanti e indietro con una traiettoria ondulata. Spesso si possono trovare oggetti posti molto in alto con alcuni Killer Harnas che volano sotto di essi, e per poterli prendere Toki dovrà saltare sopra di loro.
10. Flying Shardu - pipistrelli di colore verde; ne esistono due tipi, quelli più grandi, che si muoveranno diagonalmente per lo scenario, e quelli più piccoli, che voleranno circondati da altri Shardu ancora più piccoli. In quest'ultimo caso, se lo Shardu centrale viene ucciso per primo, moriranno anche gli altri.
11. Thorpedo - pterodattilo arancione, ha la stessa meccanica del Killer Harnas, ma vola molto più veloce. Se viene ucciso, rilascerà un proiettile speciale.
12. Wobalin - piccoli spettri biancocelesti armati di lancia, compaiono dal nulla nei punti più elevati dello scenario; scagliano le loro lance contro Toki quando l'eroe si trova al di sotto di loro. Se non vengono eliminati subito, diventeranno molto aggressivi.
13. Kalgatrobe - un mostriciattolo variopinto dalle fattezze scimmiesche che sbuca improvvisamente dal terreno e cercherà di colpire Toki a distanza ravvicinata. Abbastanza resistente, richiede diversi colpi per poter essere eliminato.
14. Bellzador - una scimmia con due ali di pipistrello e armata di forcone; è un nemico abbastanza impegnativo, in quanto dopo ogni colpo ricevuto si ritira qualche istante per poi tornare ad attaccare Toki con velocità sempre crescente (verrà però eliminato immediatamente se Toki in quel momento ha il casco con cui poter andargli addosso). Appare dal secondo livello. Nel sesto livello c'è un Bellzador che inizialmente ne nasconde un altro (quest'ultimo si rivela a Toki dopo che il primo avrà subito un colpo); c'è poi un Bellzador che il giocatore incontrerà immediatamente prima di giungere al cospetto di Vookimedlo.
15. Armorel Kedin - le scimmie guardie del corpo di Vookimedlo, rivestite con un'armatura metallica. Cercano costantemente di attaccare Toki con onde di energia che scaglieranno dalla loro spada.
16. Galartor - una testa di scimmia fluttuante nell'etere, con due orecchie abnormi che utilizza per volare: ve ne sono due esemplari in tutto il gioco (nel livello 4 e nel livello 6) ed è il nemico comune più resistente (sarà però eliminato immediatamente se Toki possiede il casco con cui poter andargli addosso). Attacca sputando proiettili dalla bocca che effettuano una traiettoria discendente. Dopo aver ricevuto molti colpi, smetterà di fluttuare ed inizierà a rimbalzare avanzando verso Toki.
17. Gabranha - pesci simili ai piranha, presenti nelle sezioni acquatiche del gioco. Alcuni di essi sono piccoli e sono molto facili da eliminare, mentre ce ne sono alcuni più grandi che nuoteranno diagonalmente verso l'alto o verso il basso a seconda di dove si trova Toki.
18. Mortoise - le testuggini marine del secondo livello. Ne esistono di grandi e di piccole: quelle piccole nuotano in cerchio, mentre quelle grandi sono in grado di fare uscire aculei dalla corazza,  quando Toki passa sopra o sotto di loro.
19. Cupper - un mostriciattolo acquatico simile a una lucertola, veloce negli spostamenti. Si muove in una traiettoria ad otto rovesciato, e dopo aver ricevuto i primi colpi diventerà ancora più veloce.
20. Raktura - un mostriciattolo volante piuttosto resistente, di cui si hanno solo due esemplari, entrambi nel livello 3: si getta spesso in picchiata ma attacca anche sprigionando fiammelle da bocca e corpo.
21. Pengafin - pinguino rosso presente solo nel quarto livello, i suoi spostamenti sono simili a quelli di Herbamo e Ivor ma può anche arrestarsi improvvisamente.
22. Bungatara - grosso uccello rosaceo, dalle traiettorie oblique. Appare solo nel quinto livello. Non attacca direttamente, ma bisogna stare molto attenti a non farsi toccare. Quando muore diventa un pollo arrosto, che darà punti bonus.
23. Creepavore - grosso rettile verde abbastanza resistente, striscia sul terreno e ogni tanto si ferma per lanciare proiettili dalla coda; può attaccare anche con la sua lunga lingua. Appare solo nel quinto livello.
24. Shoshanu - grosso luccio presente nelle sezioni acquatiche del secondo e quarto livello, estremamente agile.
25. Vipus - calamaro bianco, di cui si hanno solo due esemplari, entrambi nel quarto livello: immobile ma molto resistente, attacca lanciando i suoi figlioletti.
26. Blastums - mostriciattoli simili a piranha, che vivono attaccati ai muri. Quando Toki si avvicina, volano verso di lui per azzannarlo.
27. Catecormos - fiori carnivori rossi, che appaiono solo nel livello 5. Saltano, sono resistenti e agiscono spesso in coppia, ma si possono eliminare facilmente saltandogli sopra.
28. Katyerows - presenti solo nella foresta, sono strani semi bianchi che germogliano rapidamente diventando quindi alberi, i quali creano a loro volta semi che rimbalzano.
29. (Sconosciuto) - bruchi spinosi che compaiono solo nel livello 5. Rotolano intorno ad alcune piattaforme e sono indistruttibili, ma su alcuni bisogna saltargli sopra per poter proseguire nel percorso; curiosamente non sono elencati o nominati nella lista finale dei nemici nella versione arcade. Nella conversione Megadrive appaiono con il nome "Buzzsaw" e possono essere distrutti.

## Remake
Sviluppato da Microids e pubblicato da Anuman Interactive SA, questo nuovo Toki si presenta in una grafica a pieno disegno e con altri elementi come filtri grafici e modalità speedrun; è stato pubblicato su Nintendo Switch il 22 novembre 2018,   in versione Ps4, e solo in digitale su Xbox One e Pc/Mac il 6 giugno.